# Zodarion hauseri
Zodarion hauseri är en spindelart som beskrevs av Brignoli 1984. Zodarion hauseri ingår i släktet Zodarion och familjen Zodariidae.
Artens utbredningsområde är Grekland. Inga underarter finns listade i Catalogue of Life.